# Charta ’77
A Charta ’77 (csehül és szlovákul Charta 77) a csehszlovák ellenzék 1977-ben közzétett politikai nyilatkozata volt, amelyet eredetileg 243 magánszemély írt alá, zömmel értelmiségiek. A Chartát a prágai kormánynak címezték és adták át. A dokumentum 
a kommunista Csehszlovákia mint ratifikáló fél részvételével Helsinkiben lezajlott Európai Biztonsági és Együttműködési Értekezlet (1973–75), a Helsinki záróokmány és az ENSZ által is garantált emberi jogok csehszlovákiai megsértése ellen tiltakozott. Az aláírók élén Jan Patočka filozófiaprofesszor, Václav Havel és Jiří Hájek állt.
A Charta ’77 1977. január elsején kelt, és 1977. január 7-én hozta nyilvánosságra négy vezető nyugat-európai lap, a Frankfurter Allgemeine Zeitung, a The Times, a Le Monde, és a Corriere della Sera.
A nyilatkozatot a következő tíz évben még kb. 2500-an írták alá, annak ellenére, hogy a kommunista hatalom üldözte és diszkriminálta a támogatókat, különösen Csehszlovákiában, ahol perbe fogták és 1979. október 24-én súlyos börtönbüntetésre ítélték a Charta hat vezetőjét.

## A Charta ’77 Magyarországon
Mivel a megszólított társadalmi réteg elég szűk volt, a mozgalom hatása bizonyos értelemben korlátozott maradt, ugyanakkor mind belföldön, mind külföldön széles körben ismertté vált. A Charta vezetői ellen hozott bírósági ítéletek hatására szolidaritási akciók indultak mellettük, így Magyarországon is, ahol az értelmiségi elit több mint 250 képviselője 1979-ben levelet írt Kádár Jánosnak, felszólítva az MSZMP vezetőjét, vesse latba nagy nemzetközi tekintélyét annak érdekében, hogy a keleti tömb országaiban ne kezdődjön meg politikai perek újabb hulláma. Válasz soha nem érkezett; a hatalom egyetlen reakciója az volt, hogy az aláírókat indexre tette: a belügy megfigyelés alá vonta őket, többeket zaklattak, előmenetelükben akadályoztak, diszkrimináltak. Később aztán a Charta ’77 számos vezetője és a szolidaritási akciók részesei fontos szerepet játszottak azokban a politikai vitákban, melyek a 80-as évek végén a szocialistának mondott rendszer összeomlását kísérték.

### A magyarországi aláírók
(Megjegyzés: nem teljes lista, néhány név hiányzik; a forrásokban egyes neveket rosszul írtak, ezek korrigálva; foglalkozások az aláíráskori állapot szerint.)
- Ádám Péter, műfordító
- Alföldy Jenő, kritikus
- Altrichter Ferenc, filozófus
- Ambrus Péter, szociológus
- András Ferenc, filmrendező
- Angyalosi Gergely, tanár
- Aradi Zsuzsa, tanár
- Bacsó Béla, esztéta
- Bakai Judit dr., pszichiáter
- Bakos István, szociográfus
- Balai Géza dr., orvos
- Balajthy Anna, szociológus
- Balassa Péter, esztéta
- Balla Margit, grafikus
- Bán András, művészettörténész
- Bándi Sándor, szerkesztő
- Barna Imre, szerkesztő
- Báron György, újságíró
- Bartos Éva, népművelő
- Békés Vera, tanár
- Békésy Péter, programozó
- Bence György, filozófus
- Benda Gyula, történész
- Benedek István, író
- Benyó Pál, mérnök
- Berényi Gábor, filozófus
- Berkovits György, szociológus
- Betlen János, újságíró
- Bika Júlia, közgazdász
- Bodansky György, publicista
- Boglár Lajos, néprajztudós
- Bojtár Endre, irodalomtörténész
- Bojti Gizella, tanár
- Boreczky Elemér, fordító
- Botond Ágnes, tanár
- Bozay Attila, zeneszerző
- Bródy Ferenc, matematikus
- Bucz Hunor, népművelő
- Czövek Olivér, lelkész
- Csákó Mihály, szociológus
- Csalog Zsolt, író
- Csetneki Gábor, népművelő
- Csillag Veronika, műfordító
- Csongor Anna, tanár
- Csoóri Sándor, költő
- Dalos György, író
- Dániel Ferenc, rendező
- Demszky Gábor, szociológus
- Dezsényi Katalin, szerkesztő
- Dobai Péter, író
- Domokos József, közgazdász
- Donáth Ferenc, közgazdász
- Donáth Péter, díszlettervező
- Ember Mária, író
- Endreffy Zoltán, filozófus
- Eörsi István, író
- Erdélyi Ágnes(wd), filozófiatörténész
- Ernst Andrea, gépészmérnök
- Erős Ferenc, pszichológus
- Erőss Hajna, keramikus
- Fábri Péter, író
- Farkas János, közgazdász
- Farkas Pál, agrármérnök
- Farkas Péter, önálló gazdálkodó
- Fázsy Anikó, kritikus, műfordító
- Fehér Kálmán, matematikus
- Fejér Zoltán, néprajzos
- Ferenczy György, zongoraművész
- Fogarassy Miklós, könyvtáros
- Forgács Miklós
- Földi Zoltán, könyvterjesztő
- Földvári Tamás, szociológus
- Fränkel Anna, műfordító
- Fridli Judit, műfordító
- Fülöp Edit, közgazdász
- G. Jerner Ilona, tanár
- Gáli József, író
- Galicza Péter, tanársegéd
- Garai László, pszichológus
- Gáspár Katalin, közgazdász
- Gáspár Zsuzsa, muzeológus
- Gazdag Gyula, filmrendező
- Gazdi András, közgazdász
- Gelléri András, vegyész
- Gereben Ferenc, olvasáskutató
- Gödrös Júlia, szociológus
- Göndör György, matematikus
- Halda Alíz, kollégiumi igazgató
- Hamburger Mihály, filozófus és benzinkútkezelő
- Hann Endre, pszichológus
- Havas Gábor, szociológus
- Hegedűs András, szociológus, volt miniszterelnök
- Hegedűs András ifj., közgazdász
- Hegedűs Andrásné, nyug. igazgató
- Hegedüs B. András, közgazdász
- Hegedűs József, szociológus
- Hegedűs Miklósné, közgazdász
- Hegyesi Gábor, szociológus
- Hermann Zsuzsa, háztartásbeli
- Hervay Gizella, költő
- Horváth Péter, író
- Horváth Zsuzsa(wd), szociológus
- Ingusz Iván, családgondozó
- Iványi Gábor, lelkész
- Iványi Gáborné, asszisztens
- Janáky István, építész
- Jánossy András, közgazdász
- Jánossy Ferenc, közgazdász
- Jávorszky Éva, kutató
- Jeney Zoltán, zeneszerző
- Juhász László dr., orvos
- Juhász Lászlóné, háziasszony
- Juhász Pál, közgazdász
- Juhász Tamás, technikus
- Kákonyi Éva, programozó matematikus
- Kálnoky László, író
- Kamarás István, olvasáskutató
- Kanics András, szociológus
- Kardos András, kritikus
- Kardos István, filozófus
- Kardos Julianna, vegyész
- Karsai Lucia, műfordító
- Kartal Zsuzsa, költő
- Kelen András, közgazdász
- Keményffi Margit, tanár
- Kenedi János, kritikus
- Képes Géza, költő
- Kérész Gyula, közgazdász
- Keresztély Domokos, mérnök
- Kertesi Gábor, közgazdász
- Kertész Dezső dr., orvos
- Kis János, filozófus
- Kiss Anikó, filozófus
- Kiss Benedek, költő
- Klaniczay Gábor, történész
- Kodolányi Gyula, költő, irodalomtörténész
- Komlós Aladár, irodalomtörténész
- Komlós János, matematikus
- Konrád György, író
- Kovács András, szociológus
- Kozák Gyula, szociológus
- Kozmó(?) György, közgazdász
- Köböl József
- Kőhegyi Kálmán, szociológus
- Könczöl Csaba, kritikus
- Kőszeg Ferenc, szerkesztő
- Krassó György, közgazdász
- Krokovay Zsolt, filozófus
- Lackó Mihály, szerkesztő
- Lackó Miklós, történész
- Lányi András, filmrendező
- Lengyel Gabriella, műfordító
- Lengyel György, közgazdász
- Liptay Sára, tanár
- Litván György, történész
- Ludassy Mária, filozófiatörténész
- Magyar Bálint, szociológus
- Makk Károly, filmrendező
- Malina János, zenész
- Márványi Judit
- Marx József, stúdióvezető
- Matulay Magdolna, szociológus
- Mátis Lívia, kiadói szerkesztő
- Mécs Imre, elektromérnök
- Mérei Ferenc, pszichológus
- Mezei(?) György, népművelő
- Mizsei Kálmán, közgazdász
- Mosonyi Aliz, író
- Nádas Péter, író
- Nádasdy Ádám, nyelvész
- Nagy András, szociológus
- Nagy Attila, pszichológus
- Nagy Bálint, építész
- Nagy Jenő, filozófus
- Németh Géza, lelkész
- Némethné Kriza Judit, mérnök
- Oltványi Ambrus, irodalomtörténész
- Orosz István, esztéta
- Osváth Zsuzsa, közgazdász
- Osztojkán Béla, író
- Örkény Antal, szociológus
- Palotai Boris, író
- Palotai Erzsi, író, előadóművész
- Pap Mária, nyelvész
- Pécsi Vera, közgazdász
- Pernye András, zenetörténész
- Pető András, közgazdász
- Pető Iván, levéltáros
- Pető Katalin dr., orvos
- Petri György, költő
- Pik Katalin, tanár
- Pölöskei Pál, közgazdász
- Prugberger Tamás, jogász
- Pulay Géza, jogász
- Radnóti Sándor, kritikus
- Rajk Júlia, nyugdíjas
- Rajk László, építész
- Rékasi János, szociológus
- Réti Pál, újságíró
- Román Mariann, könyvtáros
- Salamon Gabrielle, közgazdász
- Sándor Pál, filmrendező
- Sánta Ferenc, író
- Sára Sándor, filmrendező
- Simó Sándor, filmrendező
- Simon István, történész
- Sipos Áron, dramaturg
- Solt Ottilia, szociológus
- Sövény Zoltán, könyvtáros
- Staub József dr., gyermekorvos
- Steiger Kornél, filozófiatörténész
- Sulyok Mária, színésznő
- Sulyok Miklós, matematikus
- Szabó Andor, mérnök
- Szabó László, tanár
- Szabó Miklós, történész
- Szalai Anna, dramaturg
- Szalai Pál, könyvtáros
- Székely Endre, zeneszerző
- Széll Jenő, publicista
- Szervác József, költő
- Szilágyi Ákos, költő
- Szilágyi Sándor, tanár
- Szolnoki Katalin, tanár
- Szörényi László, irodalomtörténész
- Tamás Gáspár Miklós, filozófus
- Tamás Noémi, festőművész
- Tánczos Gábor, tanár
- Tornai József, költő
- Tóth Erzsébet, költő
- Tóth Gábor, tanár
- Tóth Zsuzsa, tanár
- Török András, tipográfus
- Török László, festőművész
- Ulveczky Gábor, grafikus
- Ungváry Rudolf, író
- Valló Péter, rendező
- Váncsa István, újságíró
- Várady Szabolcs, költő
- Váriné Szilágyi Ibolya, pszichológus
- Vásárhelyi Miklós, irodalomtörténész
- Veres Júlia, műfordító
- Veres Sándor, pszichológus
- Vezér Erzsébet, irodalomtörténész
- Vidrányi Katalin, filozófiatörténész
- Zsámbéki Gábor, főrendező
- Zsámboki Mária, szerkesztő, aspiráns
- Zsille Zoltán, szociológus
- Zsolt Angéla, filológus